# Rinorea microglossa
Rinorea microglossa är en violväxtart som beskrevs av Adolf Engler. Rinorea microglossa ingår i släktet Rinorea och familjen violväxter. Inga underarter finns listade i Catalogue of Life.